# Régis Brun
Régis Brun (né en 1937 à Cap-Pelé) et mort le 14 juillet 2015 était un historien, un essayiste et un écrivain acadien du Nouveau-Brunswick (Canada).

## Biographie
Régis Brun naît en 1937 à Cap-Pelé, au sud-est du Nouveau-Brunswick. Il complète ses études primaires et secondaires dans son village natal. Il s'intéresse à l'histoire lors de séjours à Montréal et à Toronto et s'inscrit à l'Université de Moncton, où il obtient un baccalauréat en histoire en 1970. Il apparaît d'ailleurs dans le documentaire L'Acadie, l'Acadie. Il se rend ensuite à Londres, où il étudie l'archivistique. Il travaille au Centre d'études acadiennes Anselme-Chiasson jusqu'en 1973. Il s'intéresse à l'histoire de l'architecture acadienne et publie des articles dans la revue de la Société historique acadienne et de la Société historique Nicolas-Denys. Il publie le roman La Mariecomo en 1974 et Cap-Lumière en 1986. Il obtient une maîtrise en histoire de l'Université de Moncton en 1988; sa thèse s'intitule La Ruée vers le homard des Maritimes.

## Culture
L'« historien-écrivain-patriote » est mentionné dans le recueil de poésie La terre tressée, de Claude Le Bouthillier.